# ENGAGE LINKS
ENGAGE LINKS（エンゲージリンクス）は2008年10月24日にALcotより発売された18禁恋愛アドベンチャーゲームである。

## ストーリー
（出典：）
誓約（ゲッシュ）と呼ばれる誓いによって守られた世界が舞台。愚直な性格の騎士アルビレオは、その性格から仲間から疎まれ、ついには騎士団を追放されてしまう。その後、王立学園の剣術師範代の職を得たアルビレオは、出向いた街先で幼なじみ達と再開する。束の間の平和を味わっていたアルビレオだが、魔術師狩りと呼ばれる襲撃事件に巻き込まれてしまうのであった。

## 登場人物

### メインキャラクター
（出典：）
アルビレオ
地方領主の次男として生まれる。祖父は伝説の英雄だった。祖父に憧れて騎士団に入るも、性格が災いして騎士号を剥奪されてしまう。
フィアナ＝ロフト
声 - 鮎川ひなた
誕生日:1月10日
T154/B79/W53/H77
メインヒロイン。錬金器具の製造・販売を手がけているロフト商会の箱入り娘であり、アルビレオの許嫁である。幼い頃からアルビレオを慕っており、花嫁修業を欠かさない。魔法に関して非凡な才能を有している。誰に対しても友好的であるが、冗談好きで人をからかう癖があるのが玉に瑕。
マリナ＝リル＝ヴィオリア
声 - 成瀬未亜
誕生日:7月15日
T141/B71/W52/H73
メインヒロイン。アルビレオやフィアナとは幼なじみであり、ヴィオリア国の姫である。ヴィオリア国の内政が不穏なため、現在はフィアナの屋敷で匿われている。曲がったことが嫌いで、熱血漢な性格。高飛車な態度をとるが、実は寂しがり屋。
ヘレン
声 - 遠野そよぎ
誕生日:10月10日
T161/B86/W58/H86
メインヒロイン。過去にアルビレオに助けられ、そのことが縁でフィアナの屋敷でメイドとして働いている。実は聖女であり、屋敷にいることで悪党の目から逃れている。屋敷ではフィアナ達のお姉さん的存在である。異性に慣れておらず、全く免疫がない。
ティア＝バルドー
声 - みる
誕生日:2月5日
T150/B85/W50/H82
メインヒロイン。各地を旅しながら、失踪した双子の姉を探している。普段は隠しているが猫耳が生えており、教会から悪魔憑きとして追われている。

### サブキャラクター
（出典：）
ラーナ＝シャムロック
声 - 楠鈴音
誕生日:12月3日
T165/B95/W60/H92
異端審問官を務める教会のシスター。敬虔な信者であり、誰彼なく相談に乗る。そのせいか一般の人は知らないような情報にも通じている。エッチなことが好きで男女を問わずセクハラをするという困った性格である。
シズハ
声 - 涼森ちさと
誕生日:11月17日
T170/B86/W57/H84
アルビレオの先輩であり、剣の達人。訳あって騎士団を辞め、現在は傭兵として戦場を渡り歩いている。面倒見よい性格だが、ギャンブル好きな不良。
ウィル＝バーソロミュー
声 - 倉田まりや
誕生日:1月19日
T152
隣国サロニアの王子。世間知らずでわがままであり、ヘレンに言い寄っている。
バラム＝ロフト
声 - 三原椎名
誕生日:7月12日
T180
フィアナの祖父であり、ロフト商会の名誉会長。魔術師として屈指の実力を持ち、世界を救った英雄。厳格であるが、フィアナを溺愛している。
ブリジット＝バルドー
声 - みる
誕生日:2月5日
T150/B88/W50/H85
サイオンに無心に従う部下であり、超人的な身体能力を持つ暗殺者。記憶と感情を消されている。
サイオン＝ルフェ
声 - 一条和矢
誕生日:2月10日
T182
年齢不詳で正体不明の男。微笑みを欠かさないが何を考えているのか分からない。

## 主題歌
オープニングテーマ「ENGAGE LINKS」
作詞：ayachi / 作曲 - 藤田淳平（Elements Garden） / 編曲 - 中山真斗（Elements Garden） / 歌 - 真理絵
エンディングテーマ「promise」
歌 - nao